# Sključani
Sključani je naseljeno mjesto u sastavu općine Bosanska Dubica, Republika Srpska, BiH.

## Stanovništvo
| Sključani          |              |
| godina popisa      | 1991.        |
| Srbi               | 292 (95,11%) |
| Hrvati             | 1 (0,33%)    |
| Muslimani          | 0            |
| Jugoslaveni        | 10 (3,26%)   |
| ostali i nepoznato | 4 (1,30%)    |
| ukupno             | 307          |